# 외인사
외인사(外因死, unnatural death) 또는 변사(變死)는 검시관을 비롯한 의료계 종사자들이 자연사가 아닌 다른 모든 죽음을 일컫는 말이다. 자살, 타살, 약물 중독, 교통 사고, 산업재해, 익사, 낙상, 작전 중 사망 같은 죽음이 외인사의 사례가 될 수 있다.  20세기 이후 의학 기술이 발달하면서 평균 수명이 급속도로 늘어나 현대에는 요절의 원인을 대부분 외인사로 본다. 